# Ariel Pau
Ariel Pau (Buenos Aires, Argentina, 25 de septiembre de 1984) es un exjugador de básquetbol argentino que se desempeñaba en la posición de escolta. Actuó en todas las categorías del básquetbol profesional de Argentina, incluyendo nueve temporadas en la Liga Nacional de Básquet.

## Trayectoria

### Clubes
| Club                          | País      | Año         |
| ----------------------------- | --------- | ----------- |
| Atenas de Carmen de Patagones | Argentina | 2004 - 2005 |
| La Unión de Formosa           | Argentina | 2005 - 2007 |
| Argentino de Junín            | Argentina | 2007 - 2008 |
| La Unión de Formosa           | Argentina | 2008 - 2011 |
| San Martín de Corrientes      | Argentina | 2011        |
| La Unión de Formosa           | Argentina | 2011 - 2012 |
| Olímpico                      | Argentina | 2012 - 2015 |
| Sionista                      | Argentina | 2015 - 2016 |
| Comunicaciones de Mercedes    | Argentina | 2016 - 2017 |
| Petrolero                     | Argentina | 2017 - 2018 |
| Argentino de Junín            | Argentina | 2018        |
| Atenas de Carmen de Patagones | Argentina | 2018 - 2019 |
| Lanús                         | Argentina | 2019 - 2020 |
| Atenas de Carmen de Patagones | Argentina | 2021 - 2022 |